# 陳凱韻
陳凱韻（英語：Kimbee Chan，1979年10月4日—），暱稱甘比，跟夫姓稱劉陳凱韻，香港富商劉鑾雄的第二任妻子。曾任香港《蘋果日報》娛樂版記者，現為華人置業行政總裁兼執行董事；2008年為劉鑾雄誕下一女，及後再於2012及18年分別誕下一子一女。
她與劉鑾雄住在全港最貴獨立屋，位於渣甸山高士美道，價值25億港元。

## 生平
陳凱韻祖籍廣東潮州，有一姊一妹。她早年在九龍慈雲山邨樂平樓成長，1991年畢業於當時原名為保良局總理聯誼會第四小學的保良局何壽南小學下午校，1998年於慈雲山保良局第一張永慶中學預科畢業後，翌年於蘋果日報任職娛樂記者，月薪約1萬港元，甘比與著名演員周星馳關係甚佳。2002年5月，她辭去記者一職，進入劉鑾雄旗下華人置業工作，在廣生行化妝品部任職。2003年起，被傳媒稱為大劉愛將，並與劉鑾雄跟前妻寶詠琴所生子女劉鳴煒及劉秀融相處融洽。2016年11月22日，被蘋果日報揭露已於同月18日和劉鑾雄入紙申請註冊結婚，至12月正式成婚。
陳凱韻持有山頂歌賦山道獨立屋、高士美道5號，與劉鑾雄則共同持有深水灣道3號，連同甘比私人名的物業如中半山帝景園、灣仔壹環、鰂魚涌太古城及將軍澳中心等7項住宅物業，市值合共25億元。
陳以配偶的身份，按規定被視為與大劉共同持有華置14.3億股或74.99%股份，當年以華置每股13.88元計，該批股份目前市值接近200億元，令甘比一躍晉身百億富豪之列。
2017年2月13日，陳凱韻獲委任為華人置業執行董事。同年3月1日，華人置業收市後公告，大股東劉鑾雄以健康極為不穩、有需要在其在生之時實行重組為由，向太太陳凱韻及長子劉鳴煒分派逾50%及逾24%股權，甘比一次過獲逾113億元的股份，連同大劉早前送贈的尖沙咀The ONE商場物業等，估計其身家暴漲至逾547億港元，成為香港女首富，亦躋身香港十大富豪。

## 事業發展
陳凱韻曾於2002年至2005年加入華人置業集團當時之聯營公司並參與該公司之化妝品業務包括「雙妹嚜」產品。自2017年起，她獲委任為華人置業集團之執行董事，並自2021年起出任公司行政總裁。
2023年底熱愛鈎織的陳凱韻創辦鈎織手作品牌Happy Yarn並擔任品牌的創意總監，Happy Yarn位於東角LAFORET商場，地處銅鑼灣核心地帶，鄰近大型百貨公司。品牌以傳播快樂為宗旨，希望讓每位客人在學習的過程中都能感受到幸福。
目前，Happy Yarn已發展成為一家一站式鈎織店，提供各種材料，包括毛線、鈎針和相關工具，並設有導師駐場工作坊。店內還有多款鈎織作品可供選購，凡作品上掛有「Handmade By Kimbee」的皮製小牌，皆為甘比親手鈎織，旨在與更多人分享她的創作，並讓大家一起感受到鈎織的樂趣。

## 慈善
陳凱韻自2016年起開始積極參與不同的社會公益慈善服務，並於同年8月起成為「劉鑾雄慈善基金」信托人之董事，翌年亦成為「劉葉淑婉紀念慈善基金」董事；更於2019年7月轉為「劉葉淑婉紀念慈善基金」主席。
陳凱韻分別於2021及22年被委任為「香港恒生大學基金」聯席董事、「香港海洋公園保育基金」保育特使。
多年來，她對幫助弱勢社群、推廣教育、醫療、環保、文化等慈善活動都不遺餘力、事事親力親為。早於「劉鑾雄慈善基金」及「劉葉淑婉紀念慈善基金」成立之前至今，華人置業集團及相關人士在1999年至今合共捐出接近50億港元，過程中陳凱韻女士都扮演了一個重要角色，帶領及確保捐款能給予有需要的人士，這段期間受惠個案及機構逾300個。

## 家庭
陳凱韻出身基層，年少父母離異，早年居於大圍顯徑邨。
其妹陳諾韻，在劉鑾雄的資助下留學海外，返港至今先後加入華人置業，分別任職於廣生行總經理及銷售市場部。其後，二人成為華人置業集團執行董事。
2008年初，傳媒報導陳凱韻懷孕，由婦科醫生劉國霖擔任主診醫生。陳凱韻亦遷進梅道一號（Mayfair）豪宅。
2008年10月23日，陳凱韻在山頂明德醫院，以自然分娩方法誕下超過8磅重的女嬰，母女平安。劉鑾雄及其母親劉老太亦有前往醫院探望。劉鑾雄曾花7400萬買下一個無暇珍稀藍鑽Star of Josephine送女兒。

## 持有資產
- 華人置業74.99%
- 中國恒大集團2.388％（3.15842億股）
- 恒大物業5.737%（入股價45億）
- 恒大汽車1.125%（入股價30億）
- 肇輝臺12號秀樺閣（Josephine Court）
- The ONE
- 山頂歌賦山里獨立屋
- 高士美道2至3號
- 深水灣道3號
- 美國債券（20億美元）
- 恒大債券（10億美元）
- 華人置業債券（80億港元）
- 現金（50億港元）
- 其他物業（12億）

## 相關影視形象
- 2022年，電視劇《美麗戰場》中，由劉佩玥飾演的李靜兒是影射陳凱韻。

## 資料來源
1. ↑  . web.archive.org. 2021-06-21  [2023-06-02]. （原始内容存档于2021-06-21）.
2. ↑  . Wikipedia. 2023-06-02 （英语）.
3. 1 2 3  . 蘋果日報 (香港). 2017年3月3日  [2017年3月23日]. （原始内容存档于2017年3月24日）.（繁體中文）
4. 1 2  . 頭條日報. 2017年3月2日  [2017年3月23日]. （原始内容存档于2017年3月24日）.（繁體中文）
5. ↑  . www.chineseestates.com.   [2025-04-30].
6. ↑  . eshop.happyyarn.com.hk.   [2025-04-30].
7. ↑  . aaao.hsu.edu.hk.   [2025-04-30] （中文（香港））.
8. ↑  麥鍵瀧. . 香港01. 2022-08-30  [2025-04-30] （中文（香港））.
9. ↑  . 明報財經網.   [2025-04-30] （中文（繁體））.
10. ↑  大劉甘比女兒名秀樺 （页面存档备份，存于），蘋果日報，2009年3月19日

## 外部連結
- 1991年保良局總理聯誼會第四小學全體畢業生合照，陳凱韻為下午校6D班畢業生